# Druk tsenden

Textblatt der bhutanischen Nationalhymne

Druk tsenden (bhutanisch འབྲུག་ཙན་དན [ʈuk̚˩ t͡sen˥.te˩], deutsch ‚Das Königreich des Donnerdrachens‘, englisch The Thunder Dragon Kingdom) ist die Nationalhymne von Bhutan. Wortlaut und Melodie sind in der Verfassung Bhutans festgeschrieben.

## Entstehung
1953 erließ König Jigme Dorje Wangchuk die Order, eine Nationalhymne für sein Reich zu komponieren. Text und Melodie sollten sich dabei am Vorbild der Hymnen Indiens und des Vereinigten Königreichs orientieren.

## Melodie
Aku Tongmi, der erste – in Indien ausgebildete – Kapellmeister des Landes komponierte die Melodie anlässlich eines Staatsbesuchs des indischen Ministerpräsidenten Jawaharlal Nehru im Jahr 1958. Das Arrangement dient den Königlichen Streitkräften noch heute als Grundlage für das Spielen der Hymne, obwohl Tongmis Version nicht beibehalten, sondern zwischenzeitlich mehrfach abgeändert wurde von zwei indischen Kapellmeistern: zum ersten Mal 1962 von Bajan Singh, danach noch weitere Male von H. Joseph.
Die kurze, sehr schlicht gehaltene und zweimal wiederholte Melodie geht zurück auf das Volkslied Thri nyampa med pa pemai thri ‚Der unveränderliche Lotusthron‘, von dem sie sich in kleinen, aber deutlichen Details unterscheidet.

## Wortlaut
Dzongkha

“འབྲུག་ཙན་དན་བཀོད་པའི་རྒྱལ་ཁབ་ནང་།།

དཔལ་ལུགས་གཉིས་བསྟན་སྲིད་སྐྱོང་བའི་མགོན་།།

འབྲུག་རྒྱལ་པོ་མངའ་བདག་རིན་པོ་ཆེ་།།

སྐུ་འགྱུར་མེད་བརྟན་ཅིང་ཆབ་སྲིད་འཕེལ་།།

ཆོས་སངས་རྒྱས་བསྟན་པ་དར་ཞིང་རྒྱས་།།

འབངས་བདེ་སྐྱིད་ཉི་མ་ཤར་བར་ཤོག་།”

„’Dru tsend°en kepä gäkhap na

Pä lu’nyi tensi kyongwä gin

Dru gäpo ’ngada rinpoche

Ku gyûme tencing chap si phe

Chö sanggä tenpa dâzh°ing gä

Bang deki nyima shâwâsho.
(Transkription nach Wylie)“

„Reich des Druk, wo die Zypressen wachsen,

Hort der glorreichen geistlichen und staatlichen Traditionen!

Der König des Druk, der edle Monarch,

Sein Wesen ist ewig, seine Herrschaft segensreich!

Die Lehre von der Erleuchtung blüht und gedeiht!

Möge das Volk leuchten wie die Sonne des Friedens und des Glückes!
(freie Übersetzung)“